# 格涅夫
格涅夫（波蘭語：Gniew）是波兰滨海省的一个城镇，位于維日察河流入维斯瓦河的河口。

## 友好城市
- 乌克兰 奧維迪奧波爾
- 乌克兰 奧斯特羅赫
- 波蘭 佩尔普林
- 義大利 卡斯特尔马萨